# وزارت امور زنان (فرانسه)
وزارت امور زنان یا معاونت امور زنان؛ یکی از معاونت‌های دولت فرانسه است که با هدف برابری حقوق زنان و مردان راه اندازی شده‌است. ریاست این نهاد به عهده یکی از وزیران یا معاونین رئیس‌جمهور یا یکی از اعضای هیئت وزیران است. فرانسوا گیرو اولین وزیر این وزارتخانه بود که در دولت ژاک شیراک عهده‌دار این پست شد.. هم‌اکنون لورنس روسینول ریاست این وزارتخانه را به عهده دارد.

## منایع
1. ↑  "Françoise Giroud - Encyclopædia Britannica Online". Encyclopædia Britannica Online. Encyclopædia Britannica. Retrieved 19 October 2014.